# ねじれ形配座

ねじれ形配座（右はニューマン投影式）

重なり形配座

エタンの配座自由度

ねじれ形配座(Staggered conformation)とは、エタン型の分子abcX-Ydefにおいて、置換基a,b,cがd,e,fから最大距離を取るような配座のことである。ねじれ角は、60度になる。
このような配座は、2つのsp3混成原子が単結合で直鎖状に繋がる場合に生じ、通常は配座エネルギーが最小となる。n-ブタン等のいくつかの分子では、ゴーシュ型、アンチ型と呼ばれる立体配座が生じる。